# 27 Arietis
Désignations
27 Arietis (en abrégé 27 Ari) est une étoile binaire de la constellation du Bélier. 27 Arietis est sa désignation de Flamsteed. C'est une étoile pâle, de couleur jaune, qui est proche de la limite inférieure de ce qui peut être vu à l'œil nu, avec une magnitude apparente de 6,21. Sur la base d'un décalage annuel de la parallaxe de 11,64 ± 0,12 mas, l'étoile est distante d'environ 280 années-lumière (86 parsecs) de la Terre. Elle se rapproche du Système solaire avec une vitesse radiale héliocentrique de −122,7 km/s, et pourrait s'approcher jusqu'à une distance minimale de 84 al dans environ 643 000 ans.
27 Arietis semble être une binaire spectroscopique à raies simples avec une période de révolution de 130,7 jours et une excentricité de 0,366. Sa valeur a sin i est de 10,00 ± 0,08 Gm (0,066 85 ± 0,000 53 ua), où a est le demi-grand axe et i est l'inclinaison orbitale par rapport à la ligne de visée depuis la Terre. Cette valeur fournit une limite inférieure du demi-grand axe réel. La composante visible a un type spectral G8 III-IV Fe-2, présentant des traits spectraux mixtes d'une sous-géante et d'une étoile géante plus évoluée. L'étoile présente une forte sous-abondance en fer, celle-ci ne valant que 22 % l'abondance solaire, ce qui est également indiqué par la notation « Fe-2 » dans son type spectral. Les bandes de cyanogène sont également très faibles.